# ディキシー (駆逐艦母艦)
|          |                                         |
| 艦歴     |                                         |
| 発注     |                                         |
| 起工     | 1893年                                  |
| 進水     |                                         |
| 就役     | 1898年4月19日                           |
| 退役     | 1922年6月30日                           |
| その後   | 1922年9月25日にスクラップとして売却     |
| 除籍     |                                         |
| 性能諸元 |                                         |
| 排水量   | 6,114トン                               |
| 全長     | 405.9 ft                                |
| 全幅     | 48.3 ft                                 |
| 吃水     | 20 ft                                   |
| 機関     |                                         |
| 最大速   | 14ノット (37 km/h)                      |
| 乗員     | 士官、兵員224名                         |
| 兵装     | 3インチ砲10門                           |
| モットー | FIGHT WITH OUR LIVES SO PEOPLE CAN LIVE |

ディキシー (USS Dixie, AD-1) は、アメリカ海軍の補助巡洋艦。後に駆逐艦母艦に改装された。

## 艦歴
ディキシーは蒸気ブリッグのエル・リオ (El Rio) として1893年にバージニア州ニューポート・ニューズのニューポート・ニューズ造船・ドライドック社で建造され、1898年4月15日に海軍によって取得された。ニューポート・ニューズ造船によって補助巡洋艦へと改修され、1898年4月19日に艦長チャールズ・ヘンリー・デイヴィス中佐の指揮下就役した。
ディキシーは1898年6月11日にハンプトン・ローズを出航し、6月19日にサンティアーゴ・デ・クーバに到着した。北大西洋艦隊東方戦隊に配属され、米西戦争の間、ディキシーは西インド諸島を巡航し封鎖および陸軍輸送船団の護衛任務に従事した。7月27日、28日にはプエルトリコのポンセの占領に参加し、上陸部隊がポンセとラ・プラヤを占領した。8月24日にグアンタナモ湾を出航し、9月22日にフィラデルフィアに到着、そこで1899年3月7日に予備役となる。ディキシーは3月15日から7月15日まで輸送任務のため陸軍省に貸与された。
1899年11月15日に再就役すると、ディキシーは新兵のための訓練艦任務に従事した。1899年12月17日から1900年8月8日まで西インド諸島、地中海、スエズ運河からフィリピンへと巡航し、カヴィテの基地に兵員を輸送、その後同じルートで帰国した。もう一つの訓練巡航は1900年9月29日から1901年2月28日にかけて行われ、アゾレス諸島、マデイラ諸島、ジブラルタル、地中海各地の港を訪れ、帰路の途中では西インド諸島、ラ・グアイラ、ベネズエラを経由しノーフォークに帰還した。その後1901年5月7日から7月3日まで南大西洋ステーションに対して兵員と物資の輸送を行い、1901年7月24日から1902年5月7日まで再び北ヨーロッパおよび地中海への訓練巡航を行う。1902年5月14日から6月6日まで西インド諸島のマルティニークおよびセントビンセント島の火山噴火による被災者への救援物資を運ぶ任務に従事した。ディキシーは1902年7月21日にニューヨーク海軍工廠で予備役となった。
ディキシーは1903年10月1日に再就役し、北大西洋艦隊カリブ海戦隊に配属された。東海岸での輸送任務や、カリブ海、パナマ運河で海兵隊の輸送、新兵の訓練、他の艦艇への補充人員の輸送、砲撃訓練などを行った。その後特別任務を命じられ、1905年6月26日にフィラデルフィアを出航、8月30日の日食を観察するための科学者の一団を乗せ地中海へ向かった。7月21日にアルジェリアのボーンに到着、第2日食観察ステーションを設立した。フィラデルフィアには10月13日に帰還、その10日後に予備役となる。
1906年6月2日に再就役すると、1907年11月1日まで任務に就いた。ディキシーはカリブ海で海兵隊および物資の輸送を担当し、同地でアメリカ合衆国の権益保護に貢献した。その後予備役状態で保管され、1909年2月2日に再び復帰、大西洋水雷小艦隊および大西洋艦隊駆逐艦戦隊のための母艦任務に就く。この任務のため東海岸、カリブ海、メキシコ湾で活動した。駆逐艦母艦としての任務に加え、潜水艦の牽引、海兵隊および他の艦の乗員の運搬、コロンへのニカラグア派遣軍の運搬を行い、1914年4月から5月にかけてはメキシコ湾沖で作戦活動に従事、物資と難民を輸送した。ディキシーは1915年12月16日にフィラデルフィアに帰還した。
1916年6月18日から1917年5月6日まで、ディキシーは大西洋艦隊駆逐艦隊で母艦任務に従事し、キーウェストにおいて偵察部隊第4戦隊の母艦として駆逐艦と共に砲撃訓練を行い、艦隊と共に演習を行った。また、手紙や物資を輸送し、メキシコからの難民をテキサス州ガルベストンに送り届けた。
アメリカ合衆国が第一次世界大戦へ参戦すると、ディキシーは1917年5月31日にフィラデルフィアを出航し、ヨーロッパ派遣軍に加わった。6月12日にアイルランドのクィーンズタウンに到着し、同地を拠点とする駆逐艦の母艦として1918年12月15日まで任務に従事した。途中1917年6月21日から8月27日までアイルランドのベレハーヴェンでも同様の任務に従事した。1919年2月22日にフィラデルフィアに帰還、ディキシーは東海岸沿いおよびカリブ海で駆逐小艦隊の母艦任務を継続した。1919年2月24日、ジャマイカのキングストン沖で座礁する。ディキシーはブリッジポート (USS Bridgeport, AD-10) に牽引され離礁し、その後は自力でグアンタナモ湾に帰還した。
ディキシーは1920年7月16日にフィラデルフィアに到着、7月17日に AD-1 （駆逐艦母艦）に艦種変更され、フィラデルフィア海軍工廠で予備役となった。1922年4月6日から5月17日まで再び大西洋艦隊駆逐艦戦隊の母艦としてニューヨークからサウスカロライナ州チャールストンまで巡航した。ディキシーは1922年6月30日に退役し、9月25日にスクラップとして売却された。

## 参照
- この記事はアメリカ合衆国政府の著作物であるDictionary of American Naval Fighting Shipsに由来する文章を含んでいます。 記事はここで閲覧できます。